# Mauensee
Mauensee é uma comuna da Suíça, no Cantão Lucerna, com cerca de 1.086 habitantes. Estende-se por uma área de 7,17 km², de densidade populacional de 151 hab/km². Confina com as seguintes comunas: Buchs, Grosswangen, Knutwil, Kottwil, Oberkirch, Sursee, Wauwil.
A língua oficial nesta comuna é o Alemão.

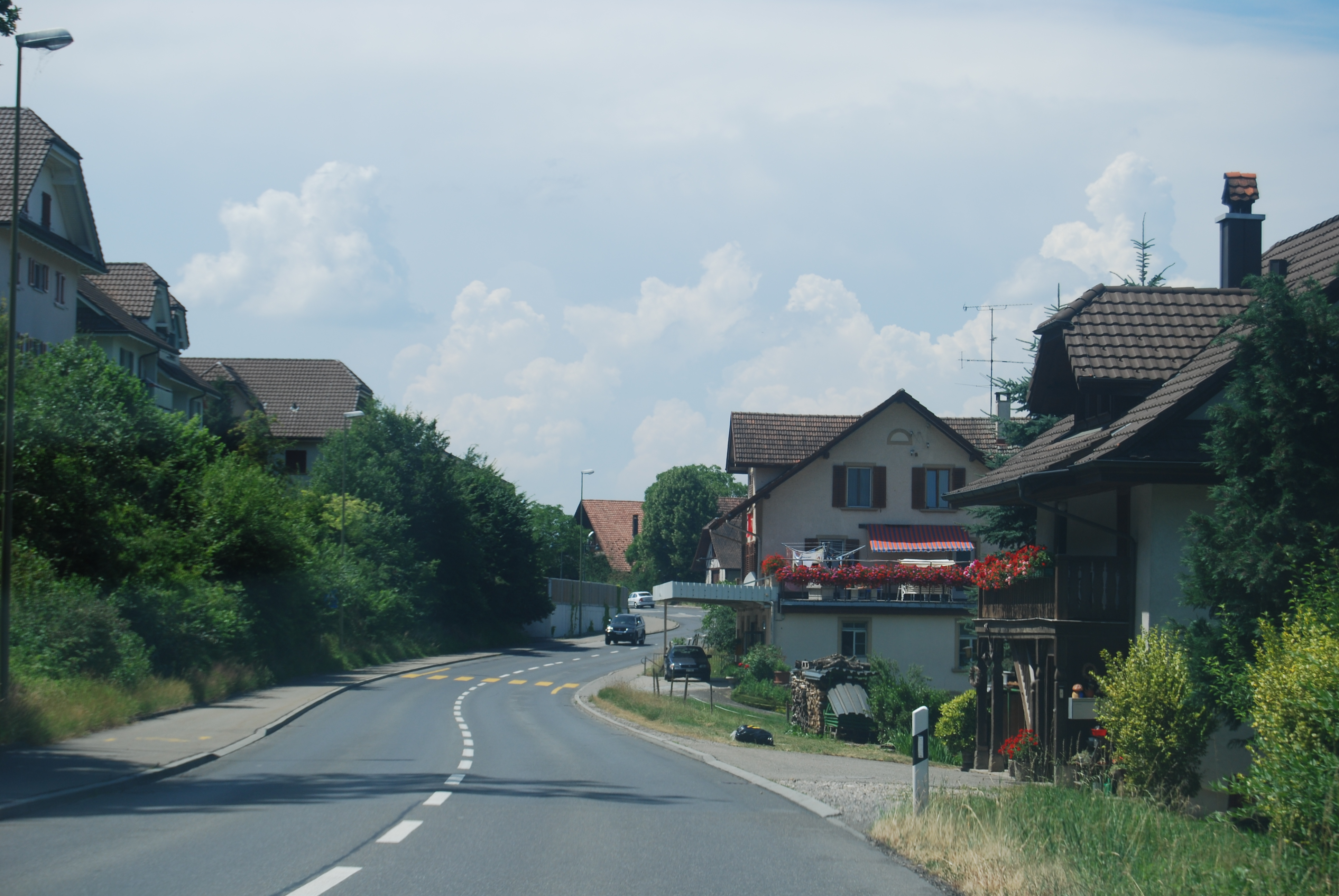
Mauensee.